# Creeksea
 (avril 2023).
Creeksea est un village et une ancienne paroisse civile de l'Essex, en Angleterre.